# Arcida
Arcida Stoliczka, 1871 è un ordine di molluschi bivalvi appartenenti alla sottoclasse Pteriomorphia.

## Tassonomia
Comprende le seguenti famiglie:
- Superfamiglia Arcoidea Lamarck, 1809
  - Arcidae Lamarck, 1809
  - Catamarcaiidae Cope, 2000 †
  - Cucullaeidae Stewart, 1930
  - Frejidae Ratter & Cope, 1998 †
  - Glycymerididae Dall, 1908 (1847)
  - Noetiidae Stewart, 1930
  - Parallelodontidae Dall, 1898

- Superfamiglia Glyptarcoidea Cope, 1996 † 
  - Glyptarcidae Cope, 1996 †
  - Pucamyidae Sánchez & Benedetto, 2007 †

- Superfamiglia Limopsoidea Dall, 1895
  - Limopsidae Dall, 1895
  - Philobryidae F. Bernard, 1897